# Elezioni comunali in Lombardia del 2001
Il 13 maggio 2001 (con ballottaggio il 27 maggio) in Lombardia si tennero le elezioni per il rinnovo di numerosi consigli comunali. A Gallarate le elezioni si tennero il 27 maggio.

## Milano

### Milano
| Candidati e Liste               | Voti    | %      | Seggi |
| ------------------------------- | ------- | ------ | ----- |
| Gabriele Albertini              | 499.020 | 57,54  | -     |
| Forza Italia                    | 245.052 | 37,47  | 25    |
| Alleanza Nazionale              | 66.389  | 10,15  | 7     |
| Lega Nord                       | 28.623  | 4,38   | 3     |
| CCD - CDU                       | 14.184  | 2,17   | 1     |
| Sandro Antoniazzi               | 264.217 | 30,47  | 1     |
| Democratici di Sinistra         | 91.336  | 13,97  | 8     |
| La Margherita                   | 66.337  | 10,14  | 6     |
| Rifondazione Comunista          | 39.663  | 6,06   | 3     |
| Miracolo a Milano               | 11.513  | 1,76   | 1     |
| Comunisti Italiani              | 5.990   | 0,92   | -     |
| Socialisti Democratici Italiani | 3.550   | 0,54   | -     |
| Antonio Di Pietro               | 45.667  | 5,27   | 1     |
| Italia dei Valori               | 36.746  | 5,62   | 2     |
| Milly Moratti                   | 36.189  | 4,17   | 1     |
| Federazione dei Verdi           | 17.570  | 2,69   | 1     |
| Lista Civica Milly Moratti      | 7.333   | 1,12   | -     |
| Arturo Testa                    | 6.749   | 0,78   | -     |
| Partito Pensionati              | 6.074   | 0,93   | -     |
| Camilla Occhionorelli           | 3.965   | 0,46   | -     |
| Democrazia Europea              | 3.434   | 0,53   | -     |
| Attilio Carelli                 | 3.832   | 0,44   | -     |
| Fiamma Tricolore                | 3.416   | 0,52   | -     |
| Stefano Carluccio               | 3.108   | 0,36   | -     |
| Liberalsocialisti               | 2.898   | 0,44   | -     |
| Giorgio Schultze                | 2.586   | 0,30   | -     |
| Partito Umanista                | 2.227   | 0,34   | -     |
| Sergio Gozzoli                  | 1.878   | 0,22   | -     |
| Forza Nuova                     | 1.655   | 0,25   | -     |
| Totale alle liste               | 653.990 | 100,00 | 57    |
| TOTALE                          | 867.211 | 100,00 | 60    |

Fonte: Ministero dell'Interno

### Cassano d'Adda
| Candidati e Liste                                        | Voti   | %      | Seggi |
| -------------------------------------------------------- | ------ | ------ | ----- |
| Rosa Teresa Casati                                       | 5.647  | 47,91  | -     |
| Lista Civica Cassano d'Adda                              | 1.516  | 16,49  | 5     |
| Democratici di Sinistra                                  | 1.245  | 13,54  | 4     |
| Federazione dei Verdi                                    | 777    | 8,45   | 3     |
| Socialisti Democratici Italiani                          | 193    | 2,10   | -     |
| Gianluigi Roberto Suardi                                 | 4.454  | 37,79  | 1     |
| Forza Italia                                             | 2.237  | 24,33  | 4     |
| Lega Nord                                                | 922    | 10,03  | 1     |
| Alleanza Nazionale                                       | 674    | 7,33   | 1     |
| Centro Cristiano Democratico-Cristiani Democratici Uniti | 108    | 1,17   | -     |
| Enzo Proni                                               | 1.106  | 9,38   | 1     |
| Indipendenti                                             | 985    | 10,71  | -     |
| Massimo Arpini                                           | 433    | 3,67   | -     |
| Partito della Rifondazione Comunista                     | 404    | 4,39   | -     |
| Donatella Bosco                                          | 147    | 1,25   | -     |
| Partito dei Comunisti Italiani                           | 132    | 1,44   | -     |
| Totale alle liste                                        | 9.193  | 100,00 | 18    |
| TOTALE                                                   | 11.787 | 100,00 | 20    |

### Limbiate
| Candidati e Liste                                        | Voti   | %      | Seggi |
| -------------------------------------------------------- | ------ | ------ | ----- |
| Antonio Domenico Romeo                                   | 9.301  | 45,33  | -     |
| Forza Italia                                             | 5.022  | 29,21  | 12    |
| Lega Nord                                                | 1.008  | 5,86   | 2     |
| Insieme per Pinzano                                      | 883    | 5,14   | 1     |
| Alleanza Nazionale                                       | 841    | 4,89   | 2     |
| Centro Cristiano Democratico-Cristiani Democratici Uniti | 758    | 4,41   | 1     |
| Angelo Natale Fortunati                                  | 8.068  | 39,32  | 1     |
| Democratici di Sinistra                                  | 2.873  | 16,71  | 5     |
| Partito dei Comunisti Italiani                           | 1.123  | 6,53   | 1     |
| Partito della Rifondazione Comunista                     | 1.401  | 6,06   | 1     |
| Progetto Limbiate                                        | 548    | 3,19   | 1     |
| Socialisti Democratici Italiani                          | 411    | 2,39   | -     |
| Vito Ultimo Vicentini                                    | 2.310  | 11,26  | 1     |
| Per Amare Limbiate                                       | 1.962  | 11,41  | 2     |
| Bruno Rubes                                              | 539    | 2,63   | -     |
| Nuovo PSI                                                | 477    | 2,77   | -     |
| Flavio Carlo Ferrari                                     | 301    | 1,47   | -     |
| Federaziun Lumbarda                                      | 245    | 1,43   | -     |
| Totale alle liste                                        | 17.192 | 100,00 | 27    |
| TOTALE                                                   | 20.519 | 100,00 | 30    |

### Magenta
| Candidati e Liste                                        | Voti   | %      | Seggi |
| -------------------------------------------------------- | ------ | ------ | ----- |
| Giuliana Labria                                          | 6.999  | 42,64  | -     |
| L'Ulivo                                                  | 3.653  | 27,82  | 7     |
| Partito della Rifondazione Comunista                     | 1.034  | 7,88   | 1     |
| Partito dei Comunisti Italiani                           | 292    | 2,22   | -     |
| Marco Maerna                                             | 8.205  | 49,99  | 1     |
| Forza Italia                                             | 4.957  | 37,76  | 8     |
| Alleanza Nazionale                                       | 1.105  | 8,42   | 1     |
| Lega Nord                                                | 793    | 6,04   | 1     |
| Centro Cristiano Democratico-Cristiani Democratici Uniti | 225    | 1,71   | -     |
| Ambrogio Colombo                                         | 794    | 4,84   | 1     |
| Costruire il Futuro                                      | 710    | 5,41   | -     |
| Angelo Terraneo                                          | 415    | 2,53   | -     |
| Federazione dei Verdi                                    | 360    | 2,74   | -     |
| Totale alle liste                                        | 13.129 | 100,00 | 18    |
| TOTALE                                                   | 16.413 | 100,00 | 20    |

### Pioltello
| Candidati e Liste                                        | Voti   | %      | Seggi |
| -------------------------------------------------------- | ------ | ------ | ----- |
| Mario Arturo De Gaspari                                  | 11.592 | 53,22  | -     |
| Democratici di Sinistra                                  | 3.871  | 22,52  | 9     |
| Lista per Pioltello                                      | 1.548  | 9,01   | 3     |
| Partito della Rifondazione Comunista                     | 1.216  | 7,07   | 3     |
| Socialisti Democratici Italiani                          | 717    | 4,17   | 1     |
| Partito Popolare Italiano                                | 603    | 3,51   | 1     |
| Partito dei Comunisti Italiani                           | 416    | 2,42   | 1     |
| Alberto Torre                                            | 9.131  | 41,92  | 1     |
| Forza Italia                                             | 5.417  | 31,51  | 9     |
| Lega Nord                                                | 995    | 5,79   | 1     |
| Alleanza Nazionale                                       | 867    | 5,04   | 1     |
| Centro Cristiano Democratico-Cristiani Democratici Uniti | 398    | 2,32   | -     |
| Nuovo PSI                                                | 199    | 1,16   | -     |
| Vincenzo Signorino                                       | 590    | 2,71   | -     |
| Italia dei Valori                                        | 549    | 3,19   | -     |
| Claudio Viganò                                           | 468    | 2,15   | -     |
| Lista Civica Picone                                      | 276    | 1,61   | -     |
| Democrazia Europea                                       | 117    | 0,68   | -     |
| Totale alle liste                                        | 17.189 | 100,00 | 29    |
| TOTALE                                                   | 21.781 | 100,00 | 30    |

### Trezzano sul Naviglio
| Candidati e Liste                                        | Voti   | %      | Seggi |
| -------------------------------------------------------- | ------ | ------ | ----- |
| Luisella Pirani                                          | 7.035  | 52,27  | -     |
| Forza Italia                                             | 4.329  | 37,94  | 9     |
| Alleanza Nazionale                                       | 1.334  | 11,69  | 3     |
| Lega Nord                                                | 394    | 3,45   | -     |
| Centro Cristiano Democratico-Cristiani Democratici Uniti | 136    | 1,19   | -     |
| Ivano Eugenio Padovani                                   | 4.207  | 31,26  | 1     |
| Democratici di Sinistra                                  | 1.351  | 11,84  | 3     |
| La Margherita                                            | 946    | 8,29   | 2     |
| Federazione dei Verdi                                    | 404    | 3,54   | -     |
| Trezzano Nostra                                          | 369    | 3,23   | -     |
| Partito dei Comunisti Italiani                           | 253    | 2,22   | -     |
| Guido Gadoni                                             | 784    | 5,83   | 1     |
| Insieme per Trezzano                                     | 654    | 5,73   | -     |
| Edoardo Pascarella                                       | 521    | 3,87   | 1     |
| Partito della Rifondazione Comunista                     | 480    | 4,21   | -     |
| Patrizia Forte                                           | 391    | 2,91   | -     |
| Uomini Sì Partiti No                                     | 282    | 2,47   | -     |
| Antonio Colosimo                                         | 380    | 2,82   | -     |
| Italia dei Valori                                        | 340    | 2,98   | -     |
| Paolo Del Fiol                                           | 140    | 1,04   | -     |
| Nuovo PSI                                                | 138    | 1,21   | -     |
| Totale alle liste                                        | 11.410 | 100,00 | 17    |
| TOTALE                                                   | 13.458 | 100,00 | 20    |

### Vimercate
| Candidati e Liste                                        | Voti   | %      | Seggi |
| -------------------------------------------------------- | ------ | ------ | ----- |
| Enrico Brambilla                                         | 11.120 | 61,04  | -     |
| Democratici di Sinistra                                  | 3.420  | 25,94  | 6     |
| Partito Popolare Italiano                                | 1.847  | 14,01  | 3     |
| Movimento per Vimercate                                  | 1.475  | 11,19  | 3     |
| Il Girasole                                              | 455    | 3,45   | -     |
| Roberto Guardì                                           | 6.414  | 35,21  | 1     |
| Forza Italia                                             | 3.150  | 23,89  | 5     |
| Lega Nord                                                | 989    | 7,50   | 1     |
| Alleanza Nazionale                                       | 889    | 6,74   | 1     |
| Centro Cristiano Democratico-Cristiani Democratici Uniti | 380    | 2,88   | -     |
| Danilo Sergio Aluvisetti                                 | 416    | 2,28   | -     |
| Partito della Rifondazione Comunista                     | 371    | 2,81   | -     |
| Paolo Rurale                                             | 269    | 1,48   | -     |
| Partito dei Comunisti Italiani                           | 210    | 1,59   | -     |
| Totale alle liste                                        | 13.186 | 100,00 | 19    |
| TOTALE                                                   | 18.219 | 100,00 | 20    |

## Bergamo

### Treviglio
| Candidati e Liste                                        | Voti   | %      | Seggi |
| -------------------------------------------------------- | ------ | ------ | ----- |
| Giorgio Zordan                                           | 6.655  | 37,75  | -     |
| Democratici di Sinistra                                  | 2.439  | 17,90  | 4     |
| Insieme per Treviglio (PPI-SDI-Verdi)                    | 1.382  | 10,14  | 2     |
| Città Nuova                                              | 611    | 4,48   | 1     |
| Giuseppe Rozzoni                                         | 8.088  | 45,88  | 1     |
| Forza Italia                                             | 3.633  | 26,66  | 5     |
| Lega Nord                                                | 1.318  | 9,67   | 2     |
| Alleanza Nazionale                                       | 1.225  | 8,99   | 2     |
| Centro Cristiano Democratico-Cristiani Democratici Uniti | 640    | 4,70   | 1     |
| Patrizia Siliprandi                                      | 873    | 4,95   | 1     |
| Democrazia Europea                                       | 648    | 4,76   | -     |
| Aldo Zoccoli                                             | 721    | 4,09   | 1     |
| Partito della Rifondazione Comunista                     | 646    | 4,74   | -     |
| Gabriella Bassi Menotti                                  | 556    | 3,15   | -     |
| Italia dei Valori                                        | 510    | 3,74   | -     |
| Stefano Martino Agliardi                                 | 533    | 3,02   | -     |
| Lista Civica di Centro Sinistra                          | 471    | 3,46   | -     |
| Eleonora Riva                                            | 201    | 1,14   | -     |
| Partito Umanista                                         | 104    | 0,76   | -     |
| Totale alle liste                                        | 13.627 | 100,00 | 17    |
| TOTALE                                                   | 17.627 | 100,00 | 20    |

## Lecco

### Lecco
| Candidati e Liste         | Voti   | %      | Seggi |
| ------------------------- | ------ | ------ | ----- |
| Lorenzo Bodega            | 18.960 | 60,53  | -     |
| Forza Italia              | 6.893  | 30,69  | 13    |
| Lega Nord                 | 4.719  | 21,01  | 9     |
| Alleanza Nazionale        | 1.555  | 6,92   | 2     |
| CCD-CDU                   | 556    | 2,48   | 1     |
| Salvatore Rossi           | 11.930 | 38,09  | 1     |
| Democratici di Sinistra   | 3.368  | 14,99  | 7     |
| Partito Popolare Italiano | 1.351  | 6,01   | 2     |
| Italia dei Valori         | 1.257  | 5,60   | 2     |
| Rifondazione Comunista    | 1.070  | 4,76   | 2     |
| Uniti per Cambiare        | 678    | 3,02   | 1     |
| Federazione dei Verdi     | 476    | 2,12   | -     |
| Comunisti Italiani        | 178    | 0,79   | -     |
| Roberto Mulargia          | 431    | 1,38   | -     |
| Nuovo PSI                 | 362    | 1,61   | -     |
| Totale alle liste         | 22.463 | 100,00 | 39    |
| TOTALE                    | 31.321 | 100,00 | 40    |

Fonte: Ministero dell'Interno

## Mantova

### Viadana
| Candidati e Liste                                         | Voti   | %      | Seggi |
| --------------------------------------------------------- | ------ | ------ | ----- |
| Giovanni Pavesi                                           | 3.718  | 34,31  | -     |
| Democratici di Sinistra                                   | 1.516  | 18,07  | 7     |
| Partito Popolare Italiano-Socialisti Democratici Italiani | 397    | 4,73   | 1     |
| Partito della Rifondazione Comunista                      | 364    | 4,34   | 1     |
| Partito dei Comunisti Italiani                            | 350    | 4,17   | 1     |
| Claudio Bottari                                           | 3.593  | 33,16  | 1     |
| Forza Italia                                              | 1.709  | 20,37  | 3     |
| Lega Nord                                                 | 1.070  | 12,75  | 1     |
| Alleanza Nazionale                                        | 443    | 5,28   | -     |
| Luigi Meneghini                                           | 2.922  | 26.97  | 1     |
| Non Solo Verdi                                            | 778    | 9,27   | 1     |
| Democrazia Europea                                        | 687    | 8,19   | 1     |
| Lista Civica per Meneghini                                | 565    | 6,74   | -     |
| Fabrizio Buttarelli                                       | 603    | 5,56   | 1     |
| Lista Civica Portanuova                                   | 510    | 6,08   | 1     |
| Totale alle liste                                         | 8.389  | 100,00 | 17    |
| TOTALE                                                    | 10.836 | 100,00 | 20    |

## Varese

### Gallarate
| Candidati e Liste                                        | Voti   | %      | Seggi |
| -------------------------------------------------------- | ------ | ------ | ----- |
| Nicola Mucci                                             | 13.420 | 50,23  | -     |
| Forza Italia                                             | 7.071  | 31,41  | 12    |
| Lega Nord                                                | 1.973  | 8,76   | 3     |
| Alleanza Nazionale                                       | 1.767  | 7,85   | 2     |
| Centro Cristiano Democratico-Cristiani Democratici Uniti | 781    | 3,47   | 1     |
| Maria Laura Floris Martegani                             | 6.256  | 23,42  | 1     |
| La Margherita                                            | 2.102  | 9,34   | 2     |
| Democratici di Sinistra                                  | 1.877  | 8,34   | 2     |
| Socialisti-Repubblicani                                  | 577    | 2,56   | -     |
| Partito dei Comunisti Italiani                           | 354    | 1,57   | -     |
| Andrea Buffoni                                           | 3.662  | 13,71  | 1     |
| Lista Buffoni                                            | 2.686  | 11,93  | 3     |
| Progetto Comune Lista Gallarate 2010                     | 315    | 1,40   | -     |
| Claudio Bartoli                                          | 1.504  | 5,63   | 1     |
| Vivi Gallarate                                           | 1.379  | 6,13   | -     |
| Massimo Barberi                                          | 825    | 3,09   | 1     |
| Partito della Rifondazione Comunista                     | 777    | 3,45   | -     |
| Angelo Luini                                             | 543    | 2,03   | -     |
| Autonomisti per l'Europa                                 | 412    | 1,83   | -     |
| Sergio Mazzetti                                          | 507    | 1,90   | -     |
| Italia dei Valori                                        | 441    | 1,96   | -     |
| Totale alle liste                                        | 22.512 | 100,00 | 26    |
| TOTALE                                                   | 27.617 | 100,00 | 30    |